# Новіков Євген Євгенович
Євген Євгенович Новіков (11 червня 1935, місто Бердянськ Запорізької області) — український діяч, інженер-будівельник, в.о. голови Запорізької міської ради народних депутатів та виконавчого комітету.

## Життєпис
Закінчив середню школу.
У 1953—1958 роках — студент Дніпропетровського інженерно-будівельного інституту, інженер-будівельник.
У 1958—1960 роках — майстер, виконроб будівельного управління № 7 тресту «Запоріжалюмінбуд».
У 1960—1962 роках — виконроб будівельного управління № 3, у 1962—1971 роках — начальник дільниці, головний інженер будівельного управління № 2, у 1971—1975 роках — головний інженер, керуючий тресту, у 1975—1988 роках — заступник головного інженера, начальник будівельного управління № 1, головний інженер, керуючий тресту «Запоріжжитлобуд».
Член КПРС з 1982 року.
У 1988—1989 роках — головний інженер тресту «Запоріжжитлоцивілбуд». У 1989—1990 роках — головний інженер тресту «Запоріжпромбуд».
У квітні 1990 — 20 липня 1994 року — 1-й заступник голови виконавчого комітету Запорізької міської ради народних депутатів. 28 квітня — 15 жовтня 1992 року — виконувач обов'язків голови Запорізької міської ради народних депутатів та голови виконавчого комітету Запорізької міської ради народних депутатів.
20 липня — 14 вересня 1994 року — заступник голови виконавчого комітету Запорізької міської ради народних депутатів.